# Le Rossignol brabançon
Pour les articles homonymes, voir Rossignol (homonymie) et Brabançon.
Le Rossignol brabançon (Het Brabants nachtegaelken) est un recueil de chansons du XVIIe siècle de 218 pages compilé par l'imprimeur bruxellois Jan Mommaert le Jeune et publié en 1650.  Son titre complet est Het Brabandts nachtegaelken, met zijn driederley gesangh, te weten, minne-liedekens, herders-sangen, ende boertigheden (Le Rossignol brabançon et ses trois genres de chants, notamment les chansonnettes d'amour, les pastorales et les plaisanteries).  Le recueil a été réimprimé plusieurs fois et cela jusqu'au XVIIIe siècle.
Son contenu témoigne de l'influence des poètes de la république des Provinces-Unies (comme Cats ou Hooft), de qui les chansons étaient également appréciées aux Pays-Bas méridionaux vers le milieu du XVIIe siècle,.